# 신도현 (배우)
신도현(1995년 11월 5일 ~ )은 대한민국의 배우이다.

## 학력
- 성신여자대학교 미디어영상학과

## 출연 작품

### 드라마
- 2018년 웹 드라마 《한입만》 … 전희숙 역
- 2018년 웹 드라마 《시작은 키스》 ... 경수빈 역
- 2018년 SBS 드라마 스페셜 《스위치 - 세상을 바꿔라》 ... 소은지 역
- 2018년 JTBC 금토드라마 《제3의 매력》 ... 김소희 역
- 2018년 KBS2 월화드라마 《땐뽀걸즈》 ... 이예지 역
- 2019년 MBC 수목드라마 《더 뱅커》 ... 장미호 역
- 2019년 KBS2 단막극 《드라마 스페셜 - 사교-땐스의 이해》 ... 한수지 역
- 2019년 MBC 수목드라마 《하자있는 인간들》 ... 백장미 역
- 2020년 tvN 목요드라마 《슬기로운 의사생활》 ... 배준희 역
- 2020년 KBS2 수목드라마 《출사표》 ... 장한비 역
- 2020년 Wavve 웹 드라마 《반오십》 … 이재은 (제나) 역
- 2021년 tvN 월화드라마 《어느 날 우리 집 현관으로 멸망이 들어왔다》 ... 나지나 역
- 2023년 더 한섬닷컴 웹 드라마 《어른애들》 ... 천새나 역
- 2024년 Genie TV & ENA 월화드라마 《취하는 로맨스》 ... 방아름 역

## 뮤직비디오
- 2017년 마인드유 - 만약에
- 2017년 박원 - all of my life

## 광고
- 네이처리 퍼블릭

## 수상 및 후보
| 연도 | 시상식       | 부문                  | 작품                     | 결과 |
| ---- | ------------ | --------------------- | ------------------------ | ---- |
| 2019 | MBC 연기대상 | 수목드라마부문 조연상 | 더 뱅커, 하자있는 인간들 | 후보 |
| 2019 | KBS 연기대상 | 여자 연작 · 단막극상  | 사교-땐스의 이해         | 후보 |